# 2018年熊本市長選挙
2018年熊本市長選挙（2018ねんくまもとしちょうせんきょ）は、日本の地方自治体である熊本市の執行機関である熊本市長を選出するために2018年（平成30年）11月4日に告示され、11月18日に投開票が行われた選挙である。

## 概要
現職の大西一史（1期目）の任期満了に伴い実施された。2016年4月の熊本地震以降、はじめての市長選となり、復興政策が主な争点となった。
2018年11月4日に告示され、2期目を目指す現職の大西一史（自民党、公明党推薦）と元市議の重松孝文（共産党推薦）の2氏が、いずれも無所属で立候補した。主要政党の動きとしては、国民民主党と立憲民主党が自主投票を決め、その他には連合熊本が大西氏への推薦を出した。

## 基礎データ
- 選挙事由：任期満了
- 告示日：2018年11月4日
- 投票日：2018年11月18日

## 立候補者
2名、立候補届け出順。
| 氏名                           | 年齢 | 肩書                                                       | ホームページなど                  |
| ------------------------------ | ---- | ---------------------------------------------------------- | --------------------------------- |
| 大西一史 （おおにし かずふみ） | 50   | 熊本市長（現職） 元熊本県議会議員                          | 大西一史事務所 オフィシャルサイト |
| 重松孝文 （しげまつ たかふみ） | 71   | 日本共産党熊本地区委員長 元社会保険労務士 元熊本市議会議員 |                                   |

## タイムライン
2018年
- 9月3日 - 現職の大西が市議会定例会で再選へ向け出馬を表明[4]。
- 10月12日 - 重松が立候補を表明[5]。

## 選挙結果
各候補の得票率
※当日有権者数：598,698人 最終投票率：31.68%（前回比：-8.94pts）
| 候補者名 | 年齢 | 所属党派 | 新旧別 | 得票数    | 得票率 | 推薦・支持         |
| -------- | ---- | -------- | ------ | --------- | ------ | ------------------ |
| 大西一史 | 50   | 無所属   | 現     | 165,403票 | 88.84% | 自民党・公明党推薦 |
| 重松孝文 | 71   | 無所属   | 新     | 20,780票  | 11.16% | 共産党推薦         |

| 区     | 大西一史 | 大西一史 | 重松孝文 | 重松孝文 |
| 区     | 得票     | %        | 得票     | %        |
| ------ | -------- | -------- | -------- | -------- |
| 合計   | 165,403  | 88.84%   | 20,780   | 11.16%   |
| 中央区 | 41,054   | 87.68%   | 5,768    | 12.32%   |
| 東区   | 43,442   | 88.49%   | 5,650    | 11.51%   |
| 西区   | 19,509   | 88.82%   | 2,455    | 11.18%   |
| 南区   | 27,170   | 90.35%   | 2,901    | 9.65%    |
| 北区   | 34,228   | 89.52%   | 4,006    | 10.48%   |